# 韋僑科技
韋僑科技股份有限公司，簡稱韋僑科技，成立於1999年3月，2015年10月股票於中華民國證券櫃檯買賣中心掛牌買賣，2016年成立日本子公司。韋僑科技主要從事無線射頻識別詢答器（RFID Transponder）相關產品之開發設計、製造及銷售，主要市場為歐洲、北美及日本。

## 歷史
- 1999年，正式成立「韋僑科技股份有限公司」於臺中縣太平市（今臺中市太平區）。
- 2000年，建立熱壓合與冷貼合生產線。
- 2000年，設立晶片（IC）封裝生產線，成為台灣首家全製程RFID Transponder製造廠。
- 2001年，取得Philips Mifare Arsenal認證。
- 2001年，取得ISO 9001:2000國際品質合格認證。
- 2001年，取得Legic認證。
- 2001年，取得光碟植入非接觸式晶片（德國專利）。
- 2002年，設立智慧標籤（Smart Label）生產線。
- 2003年，獲經濟部核發韋僑科技為符合『新興重要政策性產業』。
- 2004年，遷廠進駐大里工業區。
- 2004年，取得進入中部科學園區許可資格。
- 2004年，取得SONY認證，成為SONY唯一海外RFID Transponder製造廠。

## 產品
目前韋僑科技的產品共有：
- 非接觸式智慧卡：PVC ISO CARD、智慧雙頻卡、厚卡、高溫PETG非接觸式智慧卡
- RFID鑰匙扣：水滴鑰匙扣、不倒翁鑰匙扣、拱門鑰匙扣、Epoxy鑰匙鑰匙扣、水梨鑰匙扣
- RFID標籤：透明標籤、抗金屬標籤、牲畜耳標、可黏性標籤、中孔可釘式標籤
- 智慧貼標：反偽貼標、CD/DVD貼標
- 智慧光碟：將無線識頻技術埋在光碟上，又稱RFID光碟感應卡，此產品擁有多國專利。

## 外部連結
- SAG韋僑官方網站 （页面存档备份，存于）